# Rosenberg (Szczerzec)
Rosenberg (ukr. Розенберг) – dawna kolonia józefińska, obecnie część osiedla typu miejskiego Szczerzec (ukr. Щирець) na Ukrainie w rejonie pustomyckim obwodu lwowskiego. Leżała na południowy zachód od Szczerca, wzdłuż współczesnych ulic Bohdana Łepkiego i Zielonej.
Dawniej mieszana reformowana-mennonicka kolonia niemiecka, założona w 1786 roku. W 1880 roku liczyła 119 mieszkańców (w 15 domach) w składzie: 105 Niemców, 1 Polak i 13 Rusinów; posiadała szkołę ewangelicką. 
W II Rzeczypospolitej początkowo gmina jednostkowa w powiecie lwowskim województwie lwowskim. W 1921 liczba mieszkańców gminy Rosenberg wynosiła 204 (26 budynków). W związku z reformą administracyjną kraju 1 sierpnia 1934 Rosenberg wszedł w skład wiejskiej zbiorowej gminy Ostrów w powiecie lwowskim, w obrębie której utworzył gromadę, składającą się z samej miejscowości Rosenberg. 11 marca 1939 Rosenberg przemianowano na Podzamcze.
Podczas II wojny światowej w skład powiatu lwowskiego (Kreishauptmannschaft Lemberg), należącego do dystryktu Galicja w Generalnym Gubernatorstwie, gdzie został włączony do nowo utworzonej gminy Szczerzec; liczba mieszkańców w 1943 roku wynosiła 116.
Po II wojnie światowej wszedł w struktury ZSRR (Ukraińskiej SRR), gdzie został włączony do Szczerca. Zachował się do dziś oryginalny układ morfologiczny Rosenberga.